# Seliștea, Secureni
Seliștea (în ucraineană Селище, transliterat: Selîșce) este un sat reședință de comună în raionul Secureni din regiunea Cernăuți (Ucraina). Are 1,560 locuitori, preponderent ucraineni. 
Satul este situat la o altitudine de 259 metri, în partea de vest a raionului Secureni.

## Istorie
Localitatea Seliștea a făcut parte încă de la înființare din Ținutul Hotinului a regiunii istorice Basarabia a Principatului Moldovei, numindu-se inițial Seliște. După 1711, a fost ocupată de turci, devenind parte din raiaua Hotinului a Imperiului Otoman. 
Prin Tratatul de pace de la București, semnat pe 16/28 mai 1812, între Imperiul Rus și Imperiul Otoman, la încheierea războiului ruso-turc din 1806 – 1812, Rusia a ocupat teritoriul de est al Moldovei dintre Prut și Nistru, pe care l-a alăturat Ținutului Hotin și Basarabiei/Bugeacului luate de la Turci, denumind ansamblul Basarabia (în 1813) și transformându-l într-o gubernie împărțită în zece ținuturi (Hotin, Soroca, Bălți, Orhei, Lăpușna, Tighina, Cahul, Bolgrad, Chilia și Cetatea Albă, capitala guberniei fiind stabilită la Chișinău). 
La începutul secolului al XIX-lea, conform recensământului efectuat de către autoritățile țariste în anul 1817, satul Seliștea făcea parte din Ocolul Nistrului de sus a Ținutului Hotin . În a doua jumătate a secolului al XIX-lea a fost construită aici o biserică de lemn . 
Moșia satului a fost stăpânită de Pavel Burdica (1815-1878) și de Matei Krupenski (1878-1917).
După Unirea Basarabiei cu România la 27 martie 1918, satul Seliștea a făcut parte din componența României, în Plasa Secureni a județului Hotin. Pe atunci, majoritatea populației era formată din ucraineni. 
Ca urmare a Pactului Ribbentrop-Molotov (1939), Basarabia, Bucovina de Nord și Ținutul Herța au fost anexate de către URSS la 28 iunie 1940. După ce Basarabia a fost ocupată de sovietici, Stalin a dezmembrat-o în trei părți. Astfel, la 2 august 1940, a fost înființată RSS Moldovenească, iar părțile de sud (județele românești Cetatea Albă și Ismail) și de nord (județul Hotin) ale Basarabiei, precum și nordul Bucovinei și Ținutul Herța au fost alipite RSS Ucrainene. La 7 august 1940, a fost creată regiunea Cernăuți, prin alipirea părții de nord a Bucovinei cu Ținutul Herța și cu cea mai mare parte a județului Hotin din Basarabia .
În perioada 1941-1944, toate teritoriile anexate anterior de URSS au reintrat în componența României. Apoi, cele trei teritorii au fost reocupate de către URSS în anul 1944 și integrate în componența RSS Ucrainene, conform organizării teritoriale făcute de Stalin după anexarea din 1940, când Basarabia a fost ruptă în trei părți. Locuitorii satului au suferit de foamete în anii 1946-1947.
Începând din anul 1991, satul Seliștea face parte din raionul Secureni al regiunii Cernăuți din cadrul Ucrainei independente. Conform recensământului din 1989, numărul locuitorilor care s-au declarat români plus moldoveni era de 17 (2+15), reprezentând 0,93% din populație . În prezent, satul are 1.560 locuitori, preponderent ucraineni.

## Demografie
Componența lingvistică a comunei Seliștea
     Ucraineană (98,72%)
     Rusă (1,03%)
     Alte limbi (0,26%)
Conform recensământului din 2001, majoritatea populației comunei Seliștea era vorbitoare de ucraineană (98,72%), existând în minoritate și vorbitori de rusă (1,03%).
1930: 2.800 (recensământ)
1989: 1.823 (recensământ)
2007: 1.560 (estimare)

## Obiective turistice
- Biserica de lemn cu hramul "Pokrovka" - construită în 1808 din lemn pe fundație de piatră; are o clopotniță deasupra pridvorului [8]
- Monumentul soldaților căzuți în cel de-al doilea război mondial - construit în 1995, cu ocazia celei de-a 50-a aniversări a victoriei în Marele Război pentru Apărarea Patriei, în memoria celor 210 soldați localnici morți [9]
- cele trei monumente de la intrarea în cimitirul satului - Monumentul eroului necunoscut din cel de-al doilea război mondial; Monumentul participanților la Răscoala de la Hotin; Monumentul fondatorilor puterii sovietice din sat - ridicat în anul 1975